# John Kerstens
Johannes Wilhelmus Maria (John) Kerstens (Zegge, 20 januari 1965) is een Nederlands voormalig politicus en voormalig vakbondsbestuurder. Van 20 september 2012 tot 23 maart 2017 was hij lid van de Tweede Kamer der Staten-Generaal namens de Partij van de Arbeid. Op 5 juni 2018 keerde hij terug als lid van de Tweede Kamer, naar aanleiding van het vertrek van Sharon Dijksma. Dit bleef hij tot 31 maart 2021.

## Levensloop
Na het voorbereidend wetenschappelijk onderwijs (vwo) ging Kerstens Nederlands recht studeren aan de Katholieke Universiteit Brabant in Tilburg.
Na het vervullen van zijn militaire dienstplicht was hij onder meer asieljurist en cao-onderhandelaar bij NS en in de bouw.
Kerstens was van 2009 tot 2012 voorzitter van FNV Bouw. In die hoedanigheid was hij tevens onder meer voorzitter van de Bedrijfstakpensioenfondsen voor het Bouwbedrijf en Schilders als ook voorzitter van de bouwpoot van de Europese Hout- en Bouwbond.
In de roerige periode binnen de FNV rondom het in 2010 gesloten pensioenakkoord (dat uiteindelijk sneuvelde en leidde tot het vertrek van Agnes Jongerius) werd Kerstens veelvuldig genoemd als de mogelijke nieuwe voorzitter van de vakcentrale FNV. Hij koos er echter voor zijn loopbaan te vervolgen in de politiek.
Op de kandidatenlijst voor de Tweede Kamerverkiezingen van 2012 was Kerstens na Désirée Bonis de hoogste nieuwkomer, op plaats tien. Van 2012 tot 2017 was hij woordvoerder Sociale Zaken en Werkgelegenheid, daarna had hij de portefeuilles Defensie en Zorg.
Na twee periodes in het parlement kondigde Kerstens in het najaar van 2020 aan dat hij niet de ambitie had na de verkiezingen van maart 2021 Kamerlid te blijven.
Na zijn Kamerlidmaatschap werd hij voorzitter van de Koepel Gepensioneerden als ook van de Nederlandse Ondernemingsvereniging van Afbouwbedrijven en vervult hij enkele toezichthoudende functies.

## Privé
Kerstens heeft twee kinderen en woont in Arnhem.
- Library of Congress Control Number: n95084246
- National Archives and Records Administration: 10575642
- Parlement.com: vj0kbccdapk6
- Virtual International Authority File: 53401253
- WorldCat: E39PCjyqdHBTwKt3r9ryFbTXHP